# SV-99狙擊步槍
SV-99（俄語：СВ-99，意為：1999型狙擊步槍）是一款由俄罗斯的槍械設計師弗拉基米爾·斯朗斯爾（英語：Vladimir Stronskiy）研製、伊茨瑪希工廠（英語：Kalashnikov Concern；前稱：英語：）生產的手動狙擊步槍，發射.22 LR口徑彈藥。

## 設計細節
SV-99是由俄羅斯伊茨瑪希工廠（英語：Kalashnikov Concern；前稱：英語：）以Biathlon-7-2（俄語：Биатлон-7-2，簡稱：BI-7）冬季兩項運動步槍為藍本，專門為俄羅斯特種部隊設計的一款小口徑、輕型、近距離狙擊步槍。
與原來的運動步槍一樣，SV-99的最大特點就是採用了肘節式閉鎖機構的直拉式槍機。這種肘節式直拉槍機的開／閉鎖是通過一套槓桿裝置實現的。當與拉機柄相連的牽引桿運動到止點時，槍機也就停留在閉鎖位置。一旦槍機處於待擊狀態，那麼就只有在拉機柄的側肩上施加向後的壓力，它才能被打開。
SV-99的槍管為冷鍛法成型，有6條右旋膛線，纏距為420毫米（16.5英吋），槍膛沒有鍍鉻。
SV-99的保險桿位於扳機護環前方。把保險桿撥至後方，就會把槍機和扳機都鎖住；將保險桿頂至前方即可解除保險。
SV-99採用可拆卸式彈匣供彈。塑料製彈匣的容量是5發，但是也可以使用10發容量的彈匣。
SV-99扳機扣力可從0.5—1.0公斤之間調節。
SV-99的一個特點是採用了可拆卸式槍托，對稱形式（從左邊和右邊射擊同樣舒適），槍托整體由兩部分組成。在機匣左後側有一個突起的部件是用於控制槍托部件安裝的。SV-99的槍托上具有可調節的槍托底板（英語：Buttplate）和托腮板，以確保射手可以在舒適的狀態下射擊。托腮板調節範圍上、下各30毫米（1.18英吋），槍托底板的高低調節範圍為7.5毫米（0.3英吋），前後調節範圍為6毫米（0.24英吋）。SV-99的槍托底部是中空的，在這個小空間內可以放置兩個5發容量的備用彈匣，這個小空間有塑料蓋，可以保護彈匣免受沙塵侵入。採用可拆卸式槍托可以使得此槍能以更為緊湊的狀態攜行；而換裝手槍握把則有利於在狹窄的近戰環境中操作。使用者可以根據戰場環境的需要來決定是安裝槍托還是手槍握把。
前護木的下方設置有導軌，用於安裝可折疊式兩腳架。槍管膛口末端具有螺紋用於安裝抑制器。SV-99沒有機械瞄具，必須利用在機匣的頂端設有一對前後排列的燕尾槽安裝各種望遠式瞄準鏡。預設狙擊鏡為PO 4×34毫米光學狙擊鏡。
SV-99的整槍結構非常緊湊，可以被分解為幾個部分，很方便地使用中號背包或者盒子攜帶。
SV-99的生產首年，步槍的槍托（連座床）是由漆木製造。但在2007年以後，SV-99的槍托被修改為SV-98型暗綠色航空型層壓式膠合板槍托，並在2009年推出一個改良版的黑色塑料槍托。
SV-99在發射比賽等級子彈時能在100公尺（109.36码，328.08英尺）距離上打出10發一組散佈在1MOA內的成績。

## 使用國
- 俄羅斯
  - 特别用途機動單位[4]

## 外部連結
- （英文）—Kalashnikov Concern－Sniper rifle SV-99
- （英文）—Modern Firearms—SV-99 sniper rifle（页面存档备份，存于）
- （英文）—Снайперская винтовка СВ-99, rusarmy.com（页面存档备份，存于）
- （简体中文）—D Boy Gun World（槍炮世界）—SV-99狙击步枪（页面存档备份，存于）
- （简体中文）—《轻兵器》—俄罗斯新研制的SV—98和SV—99狙击步枪Archive.today的存檔，存档日期2013-05-02